# Gambusia affinis

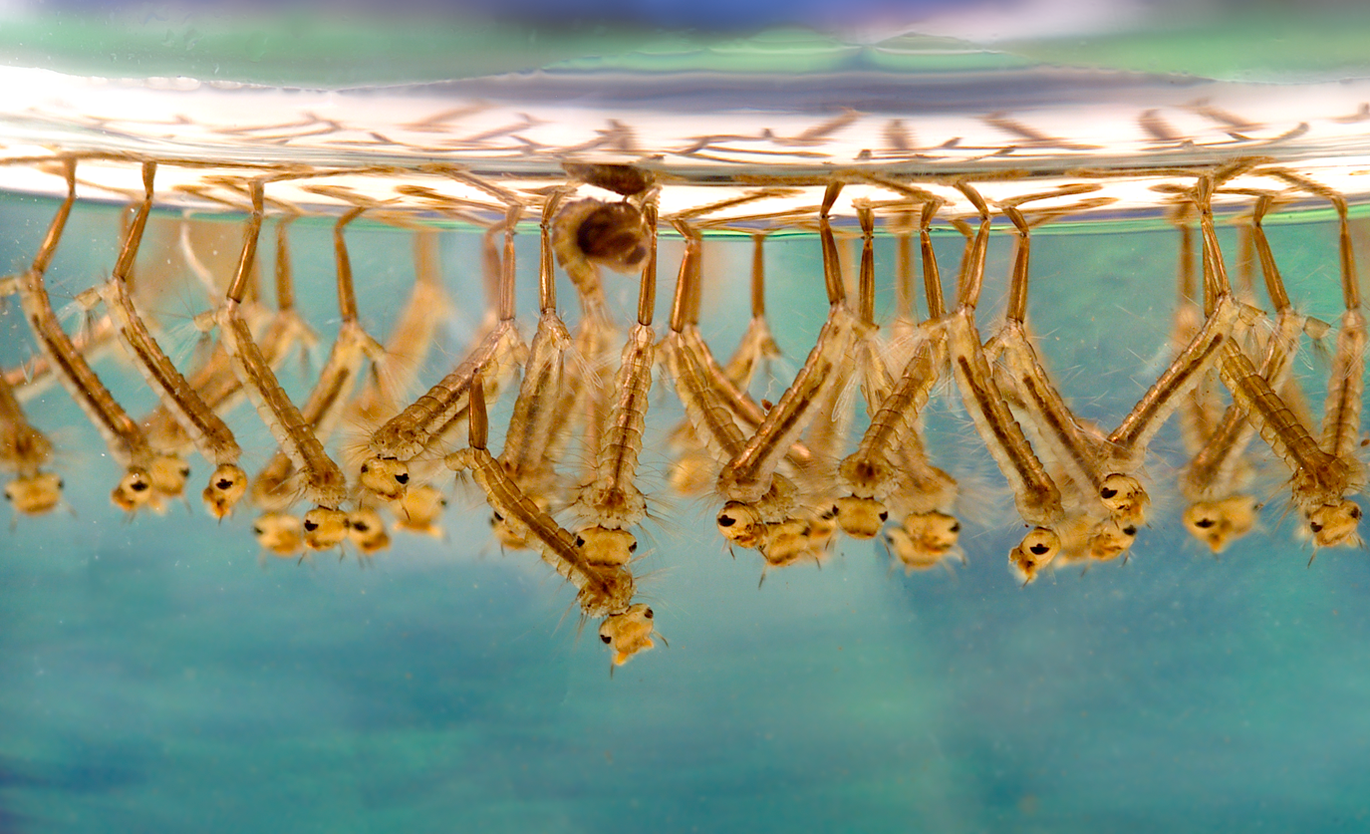
Larvas de mosquito en la superficie del agua.

La gambusia o gambusino (Gambusia affinis) es un pequeño pez de la familia de los poecílidos, orden de los ciprinodontiformes, originario del sur de Norteamérica, notable por haber sido introducido en todo el mundo para el control biológico de los mosquitos. Está incluido en la lista 100 de las especies exóticas invasoras más dañinas del mundo de la Unión Internacional para la Conservación de la Naturaleza.

## Descripción
Gambusia affinis es una especie nativa de las cuencas que desaguan en el Golfo de México, pero está introducida en algunas zonas de Asia y el Pacífico. Aunque a menudo se cita como G. affinis, en Europa, África, Asia y Australia la especie introducida es básicamente Gambusia holbrooki. Se trata de un pez pequeño, de aspecto no muy distintivo, robusto, de cola amplia y redondeada, con su boca situada en lo más alto. Este último rasgo está relacionado con su especialización en rastrear la superficie del agua, incluso en los rincones entre las plantas flotantes, buscando y devorando larvas y pupas de mosquitos diversos, las cuales habitan en la interfase con el aire de las aguas, sobre todo las estancadas o lentas. La especie presenta un fuerte dimorfismo sexual, con hembras más grandes, de hasta 7 cm, contra 4 de los machos.
Donde prospera, el ciclo vital se produce con rapidez. Las hembras, que viven dos o tres años, alcanzan la madurez sexual en seis u ocho semanas, y pueden realizar tres o cuatro puestas en una sola estación. Salvo las primeras, menos numerosas, cada puesta consiste en 60 a 100 alevines; porque se trata de animales ovovivíparos, lo que da lugar a una elevada tasa de supervivencia de los juveniles, y una gran capacidad de expansión demográfica. Se ha registrado un aumento de 7.000 a 120.000 individuos en sólo cinco meses.
Las gambusia se distinguen también por su resistencia a condiciones ambientales adversas o cambiantes. Sobreviven a salinidades muy elevadas, el doble que la del agua de mar, temperaturas altas (hasta 42 °C si es por poco tiempo) y la correspondiente baja oxigenación. Se adaptan entonces a aguas de curso irregular en el tiempo, sobreviviendo incluso en charcas estacionales.

## Alimentación
Acepta sin problemas pienso seco toda la vida pero también es conveniente darle algún aporte vegetal (espinacas, guisantes, y acelgas cocidas). Y comida congelada esporádicamente (una vez por semana), en especial larva de mosquito. Como curiosidad decir que un pez mosquito puede comer unas 100 larvas de mosquito al día.

## Comportamiento
Pez muy activo y vivaz, le encanta nadar por la parte media y superior del agua aunque no duda en bajar al fondo para buscar alimento. Es más agresivo que los guppys y si se le mantiene con ellos puede mordisquear las vistosas aletas que estos poseen en especial la de los jóvenes en desarrollo que por tener tamaño parecido lo considerarán un rival pero no les ataca de forma activa, sólo esporádicamente. Puede ser agresivo con otras especies de aletas largas, a las que atacará. Si se mantienen en un pequeño grupo suelen ser menos agresivas.

## Temperatura
Entre 15º y 30 °C. Se aconseja una temperatura de 20 °C .Se le ha visto sobrevivir en agua por debajo de 10 °C. Este es otro motivo por lo que se le considera una especie invasiva, el amplio rango de temperaturas que soporta.

## Agua
Pez robusto y muy resistente, se adapta a todo tipo de composiciones y calidad extrema del agua, aun así se recomienda tener el NO3 lo más próximo a 0. No tolera el cloro. Lo ideal es mantener un pH entre 6.0 y 8.0 y un GH cercano a 20ºd. Tolera incluso agua salobre.

## En acuario
Son gregarios, así que lo mejor es tener un acuario de por lo menos 60 litros para mantener de 20 a 25 peces. Prefiere los acuarios muy poblados de plantas para que naden entre ellas, aunque deben de ser artificiales o muy duras (Microsorum, Anubias…), pues devoran casi cualquier tipo de planta. Sobrevivirá sin problemas en un acuario pequeño y mediano, es apropiado también para estanques siempre que la temperatura no baje de 12 °C y tengamos peces de mayor talla que se los puedan comer. Les gusta la vegetación densa, como el musgo de Java que será un buen lugar para que se escondan los alevines.

## Sinonimia
- Fundulus inurus (Jordan & Gilbert, 1882)
- Gambusia affinis affinis (Baird & Girard, 1853)
- Gambusia affinis katruelis (Baird & Girard, 1853)
- Gambusia gracilis Girard, 1859
- Gambusia humilis Günther, 1866
- Gambusia patruelis (Baird & Girard, 1853)
- Haplochilus melanops Cope, 1870 (
- Heterandria affinis Baird & Girard, 1853
- Heterandria patruelis Baird & Girard, 1853
- Zygonectes brachypterus Cope, 1880
- Zygonectes gracilis (Girard, 1859)
- Zygonectes inurus Jordan & Gilbert, 1882
- Zygonectes patruelis (Baird & Girard, 1853)[5]